# ニコライ・キールストルプ
ニコライ・キールストルプ（Nicolai Kielstrup、1991年10月4日 - ）は、デンマーク南デンマーク地域ヴァイレ出身の歌手。ラップソング"Shake, Shake, Shake"を歌いジュニア・ユーロビジョン・ソング・コンテスト2005にデンマーク代表として出場した。